# Limesweg (Fränkischer Albverein)
Der Limesweg ist ein 38,9 km langer Streckenwanderweg von Wilburgstetten nach Gunzenhausen im bayerischen Regierungsbezirk Mittelfranken, der dem Verlauf des Rätischen Limes folgt.

## Wegverlauf
Der Weg beginnt in Wilburgstetten an der Limesinformationstafel an der Bundesstraße 25. Er führt über Weiltingen – Untermichelbach – Dühren – Hammerschmiede – Kleinlellenfeld – Unterhambach zur Altmühlbrücke in Gunzenhausen.

## Markierung und Wegpflege
Wegzeichen ist ein schwarzer stilisierter römischer Wachtturm im weißen Rechteck.
Die Pflege des Wegs und der Markierung obliegt dem Fränkischen Albverein. Der Weg trägt die Nr. 046 des Vereins.

## Etappen
Eine mögliche Etappenaufteilung:
- Etappe 1: Wilburgstetten – Wittelshofen
- Etappe 2: Wittelshofen – Dennenloher See
- Etappe 3: Dennenloher See – Gunzenhausen

## Verbindung zu anderen Limeswegen
Der Weg gehört zu einer ganzen Reihe von Limeswanderwegen, die als Deutscher Limes-Wanderweg den Obergermanisch-Rätischen Limes in voller Länge dem Wanderer erschließen. Im Westen schließt der Weg an der Grenze zum Bundesland Baden-Württemberg in Wilburgstetten an den Limes-Wanderweg des Schwäbischen Albvereins an. Im Osten schließt der Weg in Gunzenhausen an den Limeswanderweg des Naturparks Altmühltal an.

## Geschichte
Bei der Einrichtung des Wanderwegs trug der Fränkische Albverein die Alleinverantwortung für die gesamte Strecke über 150,7 km von Wilburgstetten bis Eining. Später übernahm der Tourismusverband Naturpark Altmühltal die Betreuung des Teilstücks östlich von Gunzenhausen und verlängerte den Weg über Eining hinaus bis Bad Gögging, wodurch die Gesamtlänge dieses Teils auf etwa 115 km stieg.